# Restless (miniserie televisiva)
Restless è una miniserie televisiva britannica in due parti del 2012, adattamento del romanzo Inquietudine di William Boyd. Diretta da Edward Hall, vede tra gli interpreti principali Hayley Atwell, Rufus Sewell, Michelle Dockery, Michael Gambon e Charlotte Rampling.

## Trama
Anni Settanta. Ruth Gilmartin, studentessa al St Johns College Cambridge, scopre che la madre Sally in realtà è una rifugiata russa di nome Eva Delectorskaya, reclutata come spia dal governo nel 1939.